# Pegoscapus argentinensis
Pegoscapus argentinensis är en stekelart som först beskrevs av Blanchard 1944.  Pegoscapus argentinensis ingår i släktet Pegoscapus och familjen fikonsteklar. Inga underarter finns listade i Catalogue of Life.